# فرهاد کاظمی (مربی فوتبال)
فرهاد کاظمی (زاده ۱۰ تیر ۱۳۳۸ در تهران) بازیکن سابق و سرمربی فوتبال اهل ایران است.
کاظمی تیم سپاهان اصفهان را در لیگ برتر ۸۲-۱۳۸۱ به عنوان اولین تیم غیر تهرانی تاریخ لیگ فوتبال ایران به مقام قهرمانی رساند و همچنین این تیم را به مقام قهرمانی جام حذفی ۸۳-۱۳۸۲ رسانده است.